# Canto de Ossanha
Canto de Ossanha è una canzone composta da Vinícius de Moraes e Baden Powell de Aquino e incisa per la prima volta nel loro Os Afro-sambas del 1966.
La canzone divenuta popolare anche grazie all'interpretazione di Elis Regina, è considerata uno dei simboli di svolta stilistica impressa dall'album. In un referendum di Rolling Stone Brasil del 2009, ha occupato la nona posizione tra le 100 canzoni che hanno cambiato il volto del Brasile.

## Storia e significato
Il brano era stato scritto sull'onda dell'esperienza, che i due artisti avevano maturato nei primi anni sessanta quando avevano scoperto e studiato le tradizioni culturali e musicali di Bahia. Il chitarrista Baden Powell era rimasto a Salvador per alcuni mesi e in quell'occasione ebbe modo di familiarizzare con artisti e intellettuali del posto. Qui venne a contatto con il sincretismo religioso e le tradizioni africane ancora vive nella cultura bahiana, con i rituali e le danze, il candomblé e la capoeira. 
Quando rincontrò de Moraes i due decisero di iniziare a comporre alcune canzoni ispirate alla cultura afro-brasiliana.
Nacquero così una serie di canzoni che trattavano dei riti afro-brasiliani come il candomblé. In quei riti vengono venerate delle semidivinità, appartenenti originariamente alla mitologia dei popoli dell'Africa occidentale Yoruba, chiamate orisha.
Ossanha e Xango, di cui si parla nella canzone, erano appunto due di essi, il primo era l’orisha della medicina, mentre Xango impersonava la giustizia.

## Formazione
- Vinícius de Moraes - voce
- Quarteto em Cy - coro
- Baden Powell - chitarra
- Nicolino Copia -  flauto
- Pedro Luiz de Assis e Aurino Ferreira - Sax
- Jorge Marinho - basso
- Reisinho -  Batteria
- Alfredo Bessa, Nelson Luiz, Alexandre Silva Martins, Gilson de Freitas, Mineirinho e Adyr José Raimundo - percussioni
- Guerra Peixe - arrangiamento [4]